# حلقه‌های هرج‌ومرج اومگا
حلقه‌های هرج و مرج اومگا (انگلیسی: Chaos Rings Omega) یک بازی ویدئویی نقش‌آفرینی تک‌نفره برای سکو‌های اندروید و آی‌اواس می‌باشد که توسط مدیا.ویژن توسعه و اسکوئر انیکس نشر پیدا کرده است.